# Продолжение Лжеца
«Продолжение Лжеца» или «Продолжение Лгуна» (фр. La Suite du Menteur) — комедия французского драматурга Пьера Корнеля, впервые поставленная на сцене в 1645 году, продолжение пьесы «Лжец». Написана по мотивам пьесы испанского драматурга Хуана Руиса де Аларкона «Сомнительная правда». Корнель здесь, как и в «Лжеце», использует приём упрощения характера до одной доминирующей черты, ставший ключевым для комедии классицизма.
Главный герой здесь, как и в «Лжеце», — французский дворянин Дорант, который постоянно говорит неправду. В «Продолжении» цель лжи — спасение человека. Пьеса не имела успеха у зрителей, и под влиянием этой неудачи Корнель отказался от написания комедий, окончательно обратившись к трагическому жанру.